# 纪多
纪多（1964年—），甘肃人，中国人民解放军空军中将。
曾任酒泉卫星发射中心政治部副主任。2016年任政治部主任。2017年8月，任战略支援部队航天工程大学政治委员。2017年12月，任酒泉卫星发射中心政治委员。2020年12月，任空军副政治委员。
2020年12月晋升空军中将军衔。